# Samuel Kahanamoku
Samuel Kahanamoku (n. 4 noiembrie 1902, Territory of Hawaii⁠(d), SUA – d. 26 aprilie 1966, Hawaii, SUA) a fost un înotător ce a reprezentat Statele Unite ale Americii, medaliat olimpic. A participat la o ediție a Jocurilor Olimpice (1924) în care a câștigat două medalii de bronz.